# MR-Klasse 3835
| MR-Klasse 3835 (Klasse 4 Goods) LMS-Klasse 4F | MR-Klasse 3835 (Klasse 4 Goods) LMS-Klasse 4F                                                                                | MR-Klasse 3835 (Klasse 4 Goods) LMS-Klasse 4F                                                                                |
| --------------------------------------------- | --- | --- |
| Prototyp Nr. 3837 in grauem Fotoanstrich      | | |
| Klassen                                       | MR 3835 | LMS 4F |
| Nummerierung                                  | | |
| MR: S&DJR:                                    | 3835–4031 57–61 | |
| LMS:                                          | 3835–4026 4557–4561 2) | 4027–4606 |
| BR:                                           | 43835–44026 44557–44561 | 44027–44606 |
| Hersteller                                    | | |
| Derby Works                                   | 142 | 185 |
| Armstrong Whitworth                           | 55 3) | |
| Crewe Works                                   | | 165 |
| St Rollox Works                               | | 60 |
| Horwich Works                                 | | 10 |
| North British Locomotive Co.                  | | 80 |
| Kerr, Stuart & Co.                            | | 50 |
| Andrew Barclay Sons & Co.                     | | 25 |
| Anzahl in Klasse:                             | 197 | 575 |
| Anzahl gesamt:                                | 772 | 772 |
| Baujahre:                                     | 1911 1917–1922 | 1924–1941 |
| Ausmusterung:                                 | 1954–1965 | 1959–1966 |
| Technische Daten                              | | |
| Bauart:                                       | C h2 | C h2 |
| Spurweite:                                    | 1435 mm (Normalspur) | 1435 mm (Normalspur) |
| Länge über Puffer:                            | 15.850 mm 1) | 15.850 mm 1) |
| Höhe:                                         | 4040 mm | 4040 mm |
| Radstand:                                     | 5030 mm | 5030 mm |
| Radstand mit Tender:                          | 11.820 mm 1) | 11.820 mm 1) |
| Leermasse:                                    | 45,7 t | 45,7 t |
| Dienstmasse:                                  | 49,5 t | 49,5 t |
| Dienstmasse mit Tender:                       | 91,4 t 1) | 91,4 t 1) |
| Radsatzfahrmasse:                             | 18,3 t | 18,3 t |
| Höchstgeschwindigkeit:                        | 95 km/h (60 mph) | 95 km/h (60 mph) |
| Anfahrzugkraft:                               | 110 kN | 110 kN |
| Kuppelraddurchmesser:                         | 1600 mm (5 ft 3 in) | 1600 mm (5 ft 3 in) |
| Steuerungsart:                                | innenliegende Stephenson- Steuerung mit Kolbenschieber                                                                       | innenliegende Stephenson- Steuerung mit Kolbenschieber                                                                       |
| Zylinderdurchmesser:                          | 508 mm (20 in) 502 mm (19 3⁄4 in)3)                                                                                          | 508 mm (20 in) 502 mm (19 3⁄4 in)3)                                                                                          |
| Kolbenhub:                                    | 660 mm (26 in) | 660 mm (26 in) |
| Kessel:                                       | Typ G7S | Typ G7S |
| Kesselüberdruck:                              | 12,1 bar (175 psi) | 12,1 bar (175 psi) |
| Anzahl Heizrohre:                             | 130 | 130 |
| Anzahl Rauchrohre:                            | 44 | 44 |
| Rostfläche:                                   | 2,0 m² | 2,0 m² |
| Strahlungsheizfläche:                         | 11,5 m² | 11,5 m² |
| Rohrheizfläche:                               | 104,4 m² | 104,4 m² |
| Verdampfungs- heizfläche:                     | 108,0 m² | 108,0 m² |
| Überhitzerfläche:                             | 23,5 m² | 23,5 m² |
| Gesamtheizfläche:                             | 131,5 m² | 131,5 m² |
| Rohrlänge:                                    | 3280 mm | 3280 mm |
| Tenderbauart:                                 | dreiachsiger 3500-Gallonen-Tender                                                                                            | dreiachsiger 3500-Gallonen-Tender                                                                                            |
| Leermasse Tender:                             | 21,9 t | 21,9 t |
| Dienstmasse Tender:                           | 41,9 t | 41,9 t |
| Kohlenvorrat:                                 | 4,1 t | 4,1 t |
| Wasservorrat:                                 | 15,9 m³ | 15,9 m³ |
| Bremse:                                       | Vakuum | Vakuum |
| Anmerkung:                                    | 1) Angabe für Lokomotive, die mit einem 3500-Gallonen- Tender gekuppelt ist 2) Lokomotiven ex S&DJR 3) Lokomotiven 3932–3936 | 1) Angabe für Lokomotive, die mit einem 3500-Gallonen- Tender gekuppelt ist 2) Lokomotiven ex S&DJR 3) Lokomotiven 3932–3936 |

Die Klasse 3835 der Midland Railway (MR), auch als Klasse 4 Goods bezeichnet, war eine von Henry Fowler entworfene Baureihe von Dreikuppler-Heißdampflokomotiven für den schnellen Güterverkehr, die jedoch auch im Personenverkehr eingesetzt werden konnten. Die ersten beiden Vorserienlokomotiven wurden 1911 gebaut, zwischen 1917 und 1922 folgte die Serie. 197 Lokomotiven wurden bei MR gebaut. Zwischen 1924 und 1941 ließ die London, Midland and Scottish Railway (LMS) 575 Exemplare nachbauen, die als Klasse 4F bezeichnet wurden. Die Lokomotiven standen bis Mitte der 1960er Jahre im Dienst der British Railways (BR). Von der Klasse 3835 ist eine Lokomotive erhalten geblieben, von der Klasse 4F sind es drei.

## Geschichte

### Bau
Die Midland Railway hatte einen der größten Kohlen- und Erzverkehre Großbritanniens. Trotzdem setzte sie nur Lokomotiven mittlerer Leistung ein.
Die 1863 von Matthew Kirtley bei der Midland Railway eingeführten Dreikuppler-Lokomotiven für Güterzüge wurden in mehreren Schritten von den Ingenieuren Samuel Waite Johnson und Richard Deeley weiterentwickelt. Diese sehr einfachen und sparsamen Lokomotiven waren kostengünstig in der Herstellung und im Betrieb. Henry Fowler entwickelte sie ein letztes Mal weiter, indem er einen Überhitzer einbauen ließ. Die ersten beiden Prototypen mit den Nummern 3835 und 3836 verließen 1911 die bahneigenen Derby Works. Sie wurden anfangs noch der Klasse ihrer Vorgänger, der Klasse 3, zugeteilt.
Obwohl die Probefahrten mit den Prototypen nach Beseitigung der Kinderkrankheiten erfolgreich waren, dauerte es fünf Jahre, bis die Serienfertigung der Heißdampflokomotiven begann. Dies ist einerseits auf den Ausbruch des Ersten Weltkriegs zurückzuführen, anderseits darauf, dass die Midland Railway bereits 1495 Dreikuppler-Lokomotiven hatte. Viele davon waren jedoch von schwacher Bauart, sodass sie oft in Doppeltraktion eingesetzt werden mussten.
Im Jahr 1917 bauten die Derby Works das erste Lieferlos von 15 Lokomotiven. Die erste Lokomotive dieser Lieferung trug die Nummer 3837. Der Bau wurde stetig fortgesetzt, sodass bis Ende 1922, vor dem Zusammenschluss zur London, Midland and Scottish Railway (LMS), insgesamt 192 Exemplare zur Verfügung standen. Die Derby Works bauten 142 Lokomotiven und Armstrong-Whitworth baute 50 Lokomotiven in den Jahren 1920 und 1921.
Im Jahr 1922 lieferte Armstrong-Whitworth fünf weitere Lokomotiven an die Somerset and Dorset Joint Railway (S&DJR). Diese Bahngesellschaft befand sich im gemeinsamen Besitz der Midland Railway und der London and South Western Railway (LSWR) und betrieb die Strecke Bath–Bournemouth. Die Lokomotiven trugen die Betriebsnummern 57 bis 61 und wurden nach der Zusammenlegung der britischen Bahnen im Jahr 1923 von der LMS übernommen.
Der starke Einfluss der ehemaligen Midland Railway innerhalb der LMS führte dazu, dass die Klasse 4 Goods zur Standard-Güterzuglok der LMS ernannt wurde und als Klasse 4F weitergebaut wurde. Die Lokomotive wurde mit geringfügigen Änderungen bis 1928 weitergebaut.
Mit der Einführung der LMS-Klasse 8F durch William Stanier hätte man davon ausgehen können, dass keine weiteren Lokomotiven der Klasse 4F mehr entstehen würden – zumal Stanier ein Verfechter größerer Lokomotiven war. Er musste sich jedoch dem Druck der Betriebsabteilung beugen und ließ 1937 nochmals 45 Lokomotiven der Klasse bauen ließ, die letzte wurde 1941 ausgeliefert. Somit ließ die LMS insgesamt 575 Lokomotiven bauen lassen und der Gesamtbestand an Heißdampf-Dreikuppler-Güterzuglokomotiven der LMS, die auf die Klasse 3835 der MR zurückgingen, stieg auf 772 Exemplare an.

### Betrieb
Die beiden Vorserienlokomotiven wurden vom Depot Saltley in Birmingham aus im Güter- und Personenverkehr eingesetzt. Bei Vergleichsmessungen mit zwei Lokomotiven der Klasse 3 zeigte sich die Nr. 3835 als die wirtschaftlichste Lokomotive mit lohnenswerten Einsparungen beim Kohlen- und Wasserverbrauch.
Die von MR gebauten Serienlokomotiven wurden an die folgenden Depots ausgeliefert: Toton, westlich von Nottingham (61 Lokomotiven), Wellingborough (36), Carlisle (20), Leicester (16), Sheffield (12), Leeds (10), Staveley bei Chesterfield (8), Nottingham, Westhouses in Derbyshire, Hasland in Chesterfield, Liverpool und Manchester (jeweils 5 Lokomotiven) sowie Derby (4).
Bis zur Einführung der Klasse 5 „Black Five“ auf der Midland Division der LMS wurden die Klasse 4 Goods für alle Aufgaben außer für Fernschnellzüge eingesetzt, obwohl sie ursprünglich von der Midland Railway für den Kohlen- und Erzverkehr beschafft worden waren.
Die immer noch vollständige Serie kam 1948 zur British Railways, wobei der LMS-Nummer eine 4 vorangestellt wurde. Mit der Ausmusterung der älteren MR-Dreikuppler der Klassen 2 und 3 in den 1950er und 1960er Jahren übernahmen die Lokomotiven der Klasse 4F untergeordnete Aufgaben. Gegen Ende der 1950er Jahre waren die Lokomotiven nicht nur in der London Midland Region zu finden. 15 Lokomotiven waren in Schottland stationiert und einige in der Eastern Region in Peterborough. Zwischen 1954 und 1965 wurden alle Maschinen außer Dienst gestellt. Vier Lokomotiven sind erhalten geblieben.

## Erhaltene Lokomotiven

### Midland Railway Lokomotive

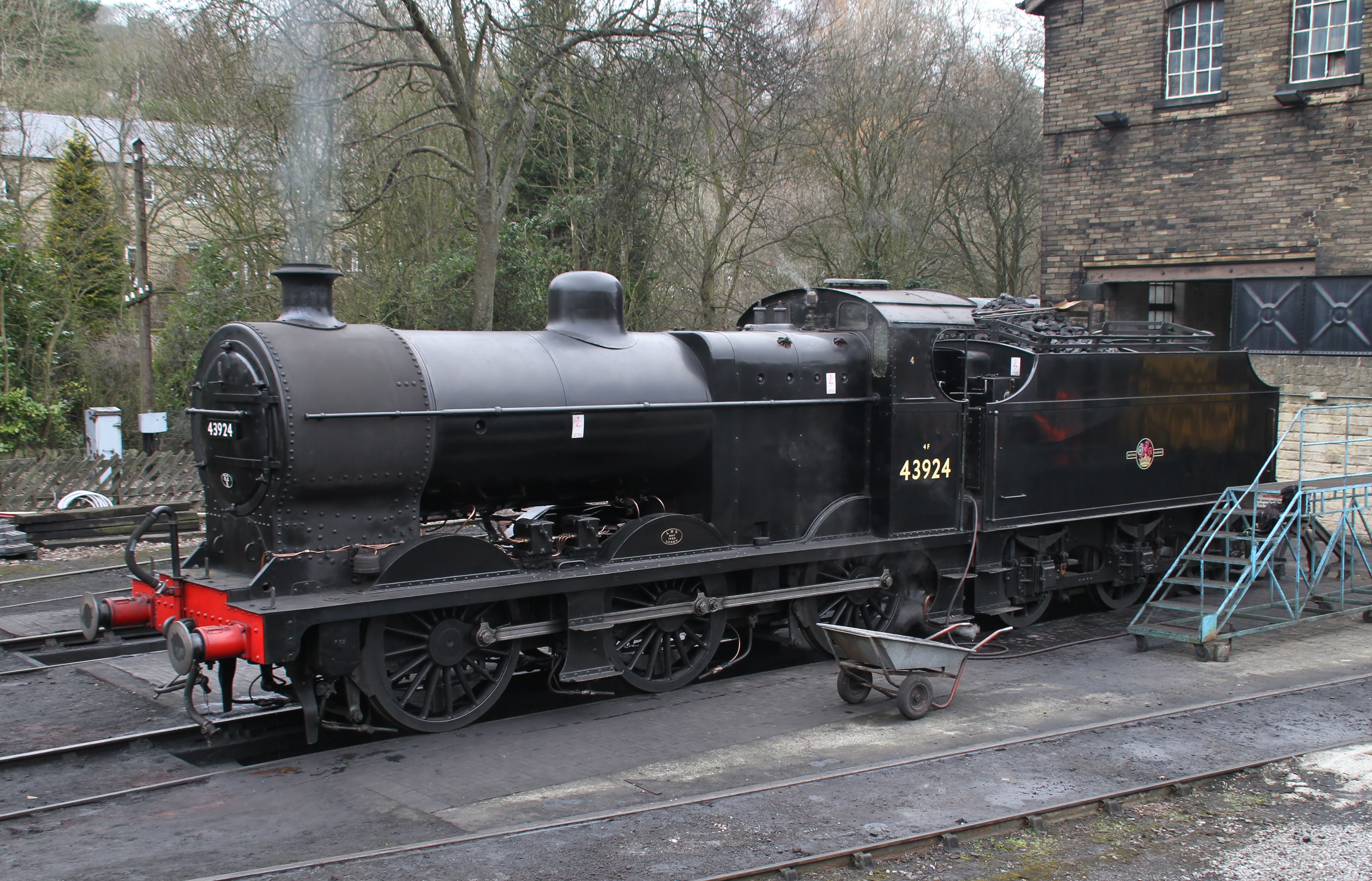
Lokomotive Nr. 43924

Von den von der Midland Railway gebauten Lokomotiven ist lediglich die Nr. 43924 erhalten geblieben. Sie wurde 1920 in Derby gebaut und 1965 ausgemustert. Nach einem Aufenthalt auf dem Schrottplatz der Woodham Brothers in Barry gelangte die Lokomotive zur Midland 4F Society. Es war die erste Lokomotive, die vom Schrottplatz in Barry geholt und betriebsfähig aufgearbeitet wurde. Zuvor musste mit BR verhandelt werden, dass die Lokomotive entgegen dem Vertrag zwischen der BR und den Woodham Brothers nicht verschrottet wurde und dass die Lokomotive wieder die BR-Embleme erhalten durfte. Das Ergebnis der Verhandlungen diente als Grundlage für weitere Erhaltungsprojekte von Lokomotiven, die vom Schrottplatz geholt wurden. Ab 1970 wurde die aufgearbeitete Lokomotive bei der Keighley & Worth Valley Railway eingesetzt. Derzeit wartet sie wieder auf eine Aufarbeitung.

### London, Midland and Scottish Railway Lokomotiven

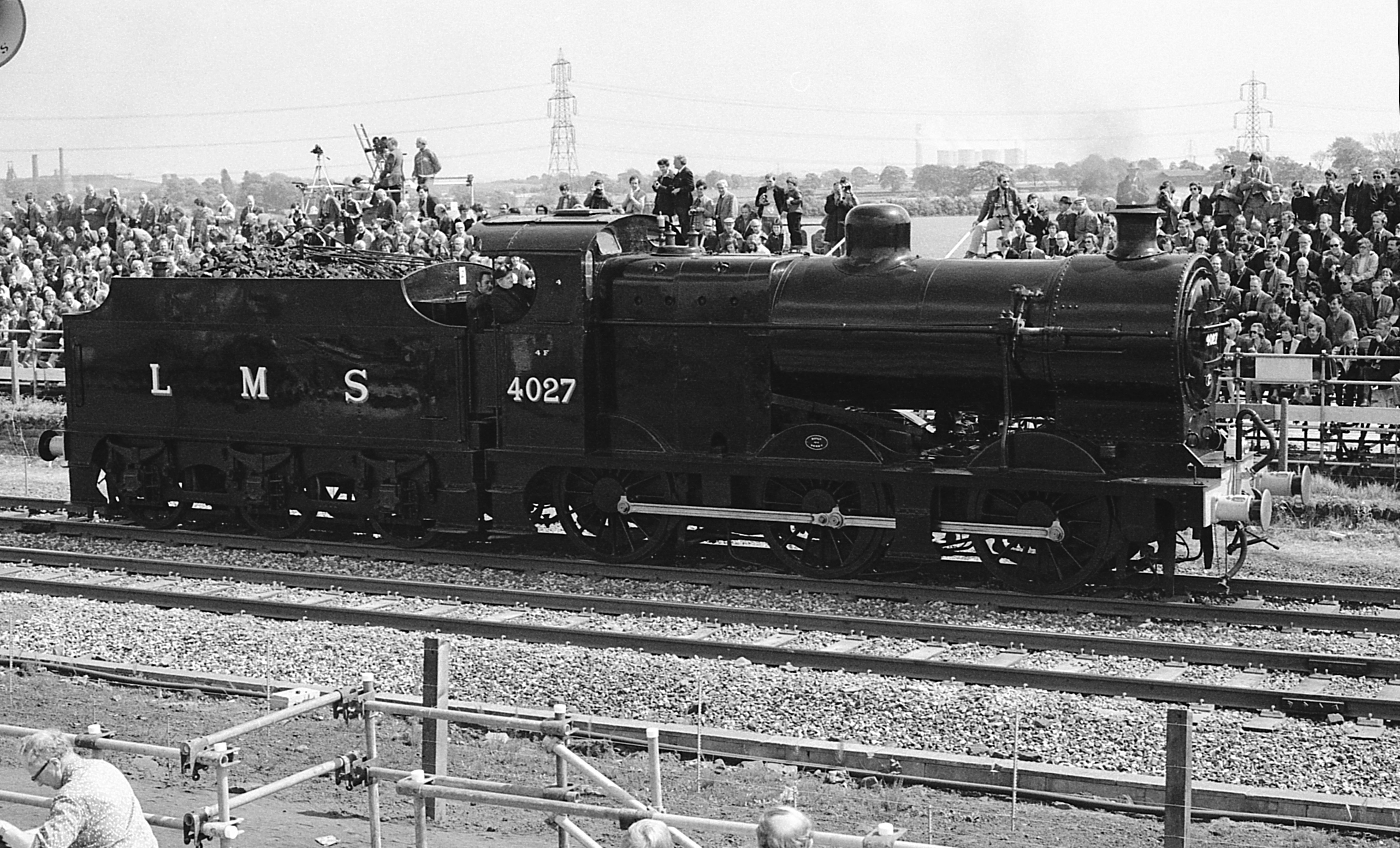
Nr. 4027 an der 150-Jahr-Feier des Rennens von Rainhill

Von den von der London, Midland and Scottish Railway bestellten Lokomotiven sind die Nr. 4027, 4123 und 4422 erhalten geblieben.
Die Nr. 4027 befindet sich im Besitz des National Railway Museums in York und wird bei der Gloucester Warwickshire Railway aufgearbeitet. Sie wurde 1924 in Derby als erste der von der LMS nachbestellten Lokomotiven gebaut und im November 1964 von der BR ausrangiert. Anlässlich der 150-Jahr-Feier des Rennens von Rainhill wurde sie unter Dampf präsentiert.

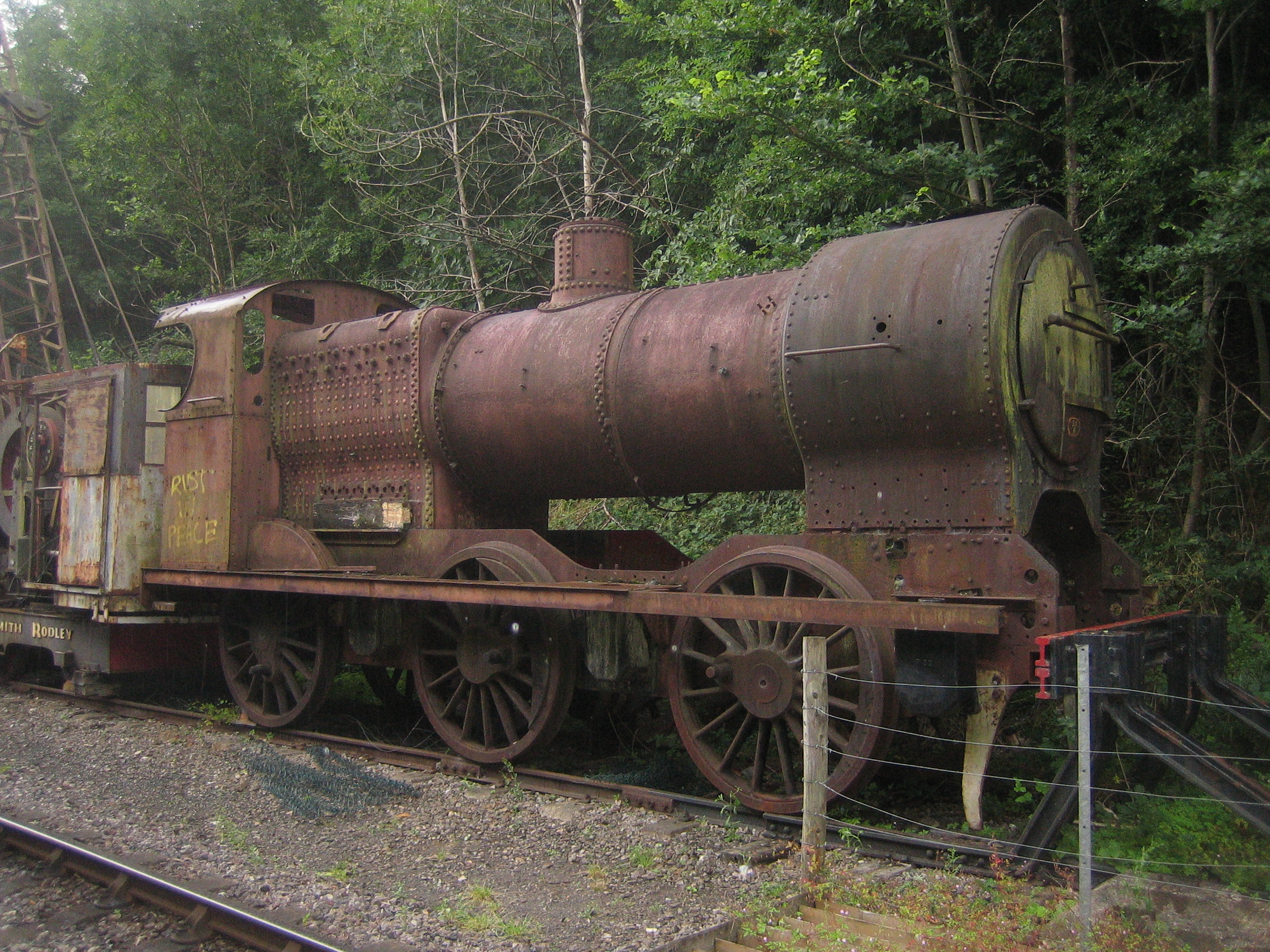
Nr. 4123 im Zustand von 2010

Die 1925 in Crewe gebaute Nr. 4123 stand bis Juni 1965 im Dienst. Im Dezember 1981 kaufte die London Midland Society die Lokomotive von der vom Schrottplatz der Woodham Brothers und brachte sie zuerst zur Watercress Line, wo die Aufarbeitung begann. Seit 1986 wird diese bei der Avon Valley Railway fortgesetzt.
Die Nr. 4422 wurde 1927 in Derby gebaut und stand ebenfaals bis im Juni 1965 im Dienst. Sie ist die einzige der erhaltenen 4F-Lokomotiven mit links angeordnetem Führerstand. Die Lokomotive wurde 1977 vom Schrottplatz der Woodham Brothers geholt und war 1990 bei der Churnet Valley Railway wieder betriebsfähig und war im Laufe der Zeit bei verschiedenen Museumsbahnen im Einsatz. Seit 2024 wird Geld für eine erneute Aufarbeitung der Lokomotive zu ihrem 100-jährigen Jubiläum im Jahr 2027 gesammelt.

## Technik

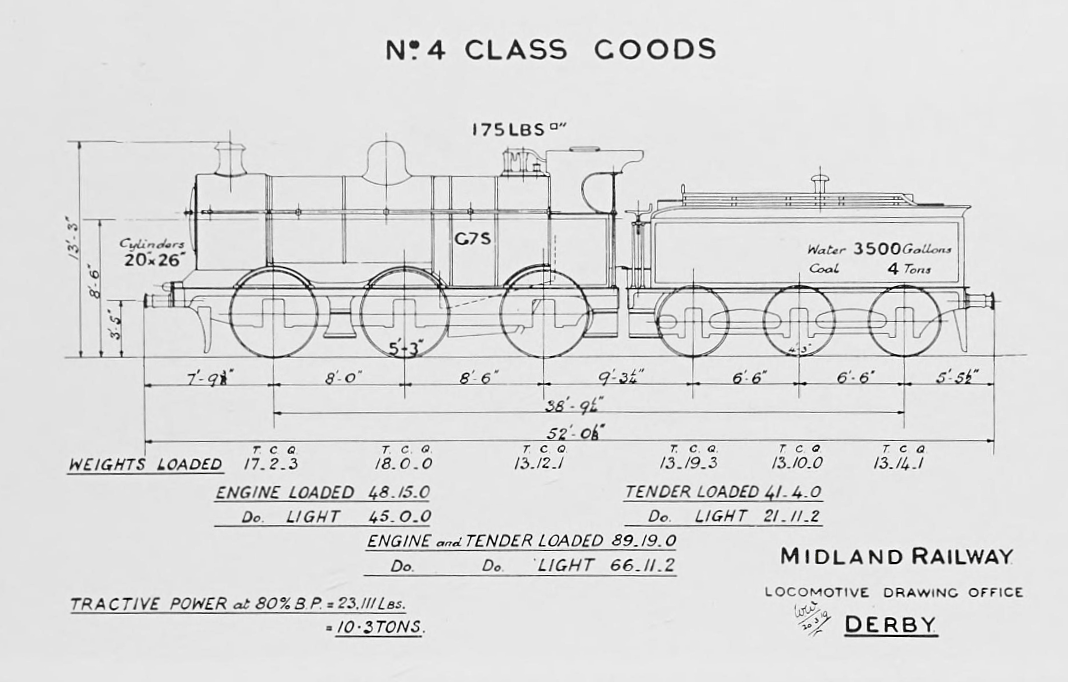
Zeichnung mit den Hauptabmessungen der Serienlokomotiven

Die Dreikuppler-Lokomotiven verfügten über ein innenliegendes Zweizylinder-Triebwerk mit einer ebenfalls innenliegenden Stephenson-Steuerung, welche die Kolbenschieber bewegte. Der Zylinderdurchmesser betrug 508 mm (20 in) bis auf die von Armstrong Whitworth gebauten Lokomotiven, bei denen er nur 502 mm (19 3⁄4 in) betrug. Der Kessel vom Typ G7S war mit einem Schmidt-Überhitzer ausgestattet. Die Belpaire-Feuerbüchse mit geraden Seitenwänden und reichte zwischen die zweite und dritte Kuppelachse hinab. Deshalb war der Radstand zwischen diesen beiden Achsen um 152 mm (6 in) vergrößert, sodass die Radstände 2438 mm (8 ft) und 2590 mm (8 ft 6 in) betrugen. Der Betriebsdruck des Kessels vom Typ G7S betrug 12 bar (175 psi). Auf dem linken Umlaufblech waren zwei automatische Zentralschmiereinrichtungen angeordnet – eine für die Zylinder und eine für die Achslager. Die Zentralschmierung für die Achslager wurde erst ab 1918 installiert und bei den anderen Lokomotiven nachgerüstet, da es mit den ursprünglich verwendeten Tropfölern immer wieder zu Heißläufern gekommen war. Die Sandstreueinrichtung besandete in Vorwärtsfahrt die erste und die zweite Kuppelachse und in Rückwärtsfahrt nur die zweite Achse. Alle Lokomotiven waren mit der Vakuumbremse ausgestattet.

### Vorserienlokomotiven

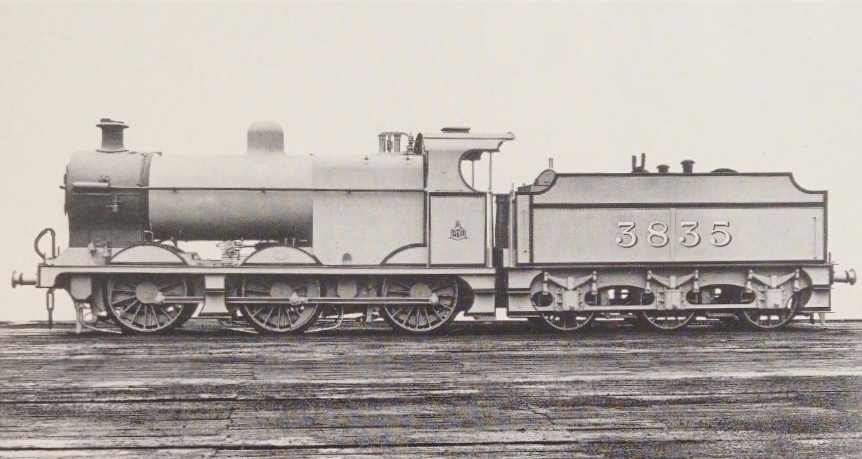
Vorserienlokomotive Nr. 3835 mit dreiachsigem Johnson-Tender

Die beiden Vorserienlokomotiven Nr. 3835 und Nr. 3836 wichen leicht von der Serienausführung ab. So hatte die Nr. 3835 einen um 1 bar (15 psi) reduzierten Kesseldruck und die Nr. 3836 einen um 25 mm (1 in) auf 483 mm (19 in) verkleinerten Zylinderdurchmesser sowie einen Zweizugüberhitzer, wie er bei der Great Western Railway verwendet wurde. Nach Beginn der Serienfertigung wurden beide Lokomotiven den restlichen Lokomotiven der Baureihe angepasst. Anfangs waren die Vorserienlokomotiven mit Schlepptendern von Lokomotiven der Klasse 1808 gekuppelt. Diese waren an ihren geraden Seitenwänden erkennbar und wurden später durch Schlepptender der Bauart Johnson ersetzt, deren Bordwand am oberen Rand nach außen gekrümmt war.

### LMS-Lokomotiven
Die von der LMS nachgebauten Lokomotiven unterschieden sich nur in wenigen Details von den Lokomotiven der Midland Railway: Sie wurde die Position des Lokführers im Führerstand von der rechten Seite auf die linke Seite gewechselt, einen kürzeren Schornstein und einen niedrigeren Dampfdom, damit sie in das Umgrenzungsprofil der schottischen Bahnen passten.

### Schlepptender
In der Regel waren die Lokomotiven mit einem 3500-Gallonen-Tender gekuppelt. Einige erhielten jedoch gebrauchte Schlepptender von anderen Lokomotiven. Die Lokomotiven mit den Nummern 3837 bis 3846 hatten 3250-Gallonen-Tender von ausrangierten Lokomotiven der MR-Klasse 2511, wobei es sich um zehn Nassdampf-Lokomotiven mit der Achsfolge 1’C (Mogul) handelte, die 1899 in den USA bei den Schenectady Locomotive Works gebaut wurden und in den Jahren 1912 bis 1915 ausrangiert wurden. Die Lokomotiven mit den Nummern 3847 bis 3876 erhielten 3250-Gallonen-Tender von anderen ausrangierten Baureihen.
In den 1940er Jahren erhielten einige Lokomotiven Schlepptender der von Fowler eingeführten Bauart mit geraden Seitenwänden. Nach der Ausmusterung der LMS-Klasse 7F bei den British Railways wurden die nun überzähligen 3500-Gallonen-Tender dieser Baureihe häufig mit Lokomotiven der Klasse 4F gekuppelt.